# Эрсары-баба
Эрсары-баба (туркм. Ärsary baba) — легендарный вождь племени эрсари (одного из крупнейших туркменских племен), который, согласно некоторым источникам, и считается общим предком всего племени эрсари, проживающего преимущественно на берегах реки Амударья в Лебапском велаяте Туркменистана и северных провинциях Афганистана. Согласно некоторым историческим данным, жил в XIII или XIV веке в Мангышлаке (ныне Мангистауская область) или в окрестностях Балканских гор (Балканский велаят Туркменистана). Известен как основатель независимой конфедерации Саин-хана (Батыя), состоящей из преимущественно туркмен.

## Происхождение

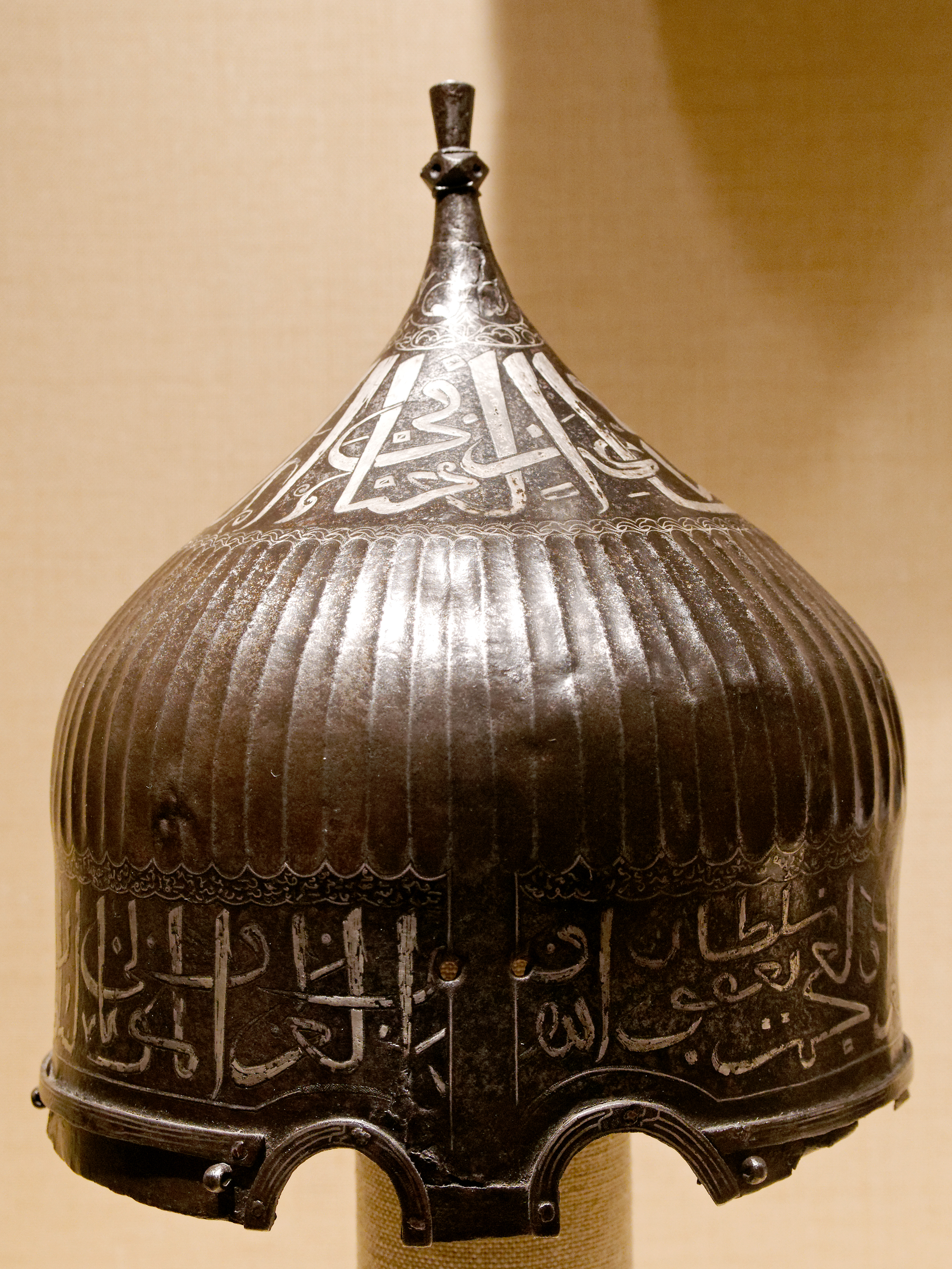
Туркменский шлем, XV век

О жизни и деятельности Эрсары-бабы или его исторического прототипа практически мало известно, упоминания о нём есть в основном в историческом труде и литературном шедевре Хивинского хана и известного историка Абу аль-Гази Бахадура под названием «Шаджара-и Таракима». В своей работе Абу аль-Гази утверждает, что Эрсары-баба происходил из племени салар, которое, в свою очередь, является одним из огузских племен и народ которого произошел от сына огузского хана — Даг-хана.
Также упоминается, что у Эрсари бабы было три сына и одна дочь: Эйнель Гази, Зейнел Гази, Мустафа Гази и Мамабике.

## Конфедерация Саин-хана
Эрсары-баба широко известен как основатель конфедерации Саин-хана (Батыя), состоящей из туркменских племен, живших на территории Мангышлака в  XIII или XIV веке, сразу после нашествия татаро-монгол на Государство Хорезмшахов. Считается, что ему удалось собрать враждующие туркменские племена, которые остались в Центральной Азии (другие эмигрировали в Анатолию, ныне Турция, и на территорию нынешнего Азербайджана), и заставить их забыть о разногласии, для того, чтобы в будущем сформировать из племён туркменский народ. Представители племени эрсари почитает его как героя, сыгравшего выдающуюся роль в объединении туркменских племен в непростое для Центральной Азии время.
Название «Ханская конфедерация» было дано сефевидами, которые, скорее всего, имели в виду её возникновение после распада Золотой Орды.